# 이창규
이창규(李昌奎, 1842년 ~ 1884년) 조선 말기의 보부상 통령, 무신이다.
아버지는 영서(靈瑞)이며, 어머니는 김소사(金召史)이다.
그는 1884년에 김옥균, 박영효, 서재필, 서광범, 홍영식, 이인종 등과 갑신정변을 일으켰다.
사건 당일에 그는 그의 집에 가서 보부상을 모아 경우궁까지 갔으나 병정들이 포위하여 들어가지 못하고, 혜상국으로 돌아왔다.
그러다 갑신정변이 실패하자 김봉균, 신중모, 서재창 등과 함께 처형당했다.